# Route nationale 41 (France)
Pour les articles homonymes, voir Route nationale 41.
La route nationale 41, ou RN 41, est une route nationale française relativement courte, reliant Illies à l'agglomération lilloise au niveau de l'échangeur d'Englos.

## Historique
La route nationale 41 reliait initialement Saint-Pol-sur-Ternoise à la frontière franco-belge, via Béthune et Lille. De 1811 à 1824 elle était classée en tant que route impériale no 54,.
Dans les années 1930, le tronçon entre Saint-Riquier (RN 25) et Frévent (RN 16) a été ajouté au tracé de la RN 41. La route relie donc Saint-Riquier à la frontière belge, via Saint-Pol-sur-Ternoise, Béthune et Lille.
Dans les années 1970, les tronçons de Saint-Riquier à Frévent et d'Englos à la frontière belge via Lille et Baisieux ont été déclassée en D 941.
En 2006, le tronçon de Saint-Pol-sur-Ternoise à Illies a été déclassé en D 941.
En 2012, une nouvelle route reliant directement la  D 301 à la zone industrielle de Ruitz est ouverte. Pour inciter les usagers à emprunter cette nouvelle route, elle a pris le numéro D 941 (ainsi que la section Ruitz − Béthune de la D 86). L'ancien tronçon Divion (D 301) − Fouquières-lès-Béthune devient alors D 841.
En 2015, à l'occasion de la mise en service du contournement de Saint-Pol-sur-Ternoise, celui ci prend le numéro D 941 ; la section passant par le centre-ville de Saint-Pol pour rejoindre la D 939 a elle aussi été renumérotée D 841.
Depuis l'été 2019, la partie Hallennes-lez-Haubourdin-Lille est classée M 941.

## D'Illies à Englos
Les communes traversées sont :
- Illies (intersection avec la RN 47)
- Herlies
- Fournes-en-Weppes
- Wavrin
- Santes
- Erquinghem-le-Sec
- Hallennes-lez-Haubourdin
- Englos (échangeur d'Englos)

## Autrefois, aussi

### De Saint-Riquier à Saint-Pol-sur-Ternoise
C'est l'actuelle D 941 (déclassée, donc) jusqu'à Frévent, où elle se confond avec l'ancienne route nationale 16 (aujourd'hui déclassée en D 916). Elle passe auparavant par les communes de :
- Saint-Riquier
- Oneux
- Hiermont
- Auxi-le-Château
- Vacquerie-le-Boucq
- Frévent

### De Ramecourt à Illies
Ce tronçon a été déclassé en 2006.
- D 939

Sous le numéro D 841
- Ramecourt
- Saint-Pol-sur-Ternoise (km 3)

Sous le numéro D 941
- Brias
- Diéval
- Ourton
- Divion (jusqu'au croisement avec l'Avenue Paul Plouvier)

Sous le numéro D 841
- Bruay-la-Buissière (km 23)

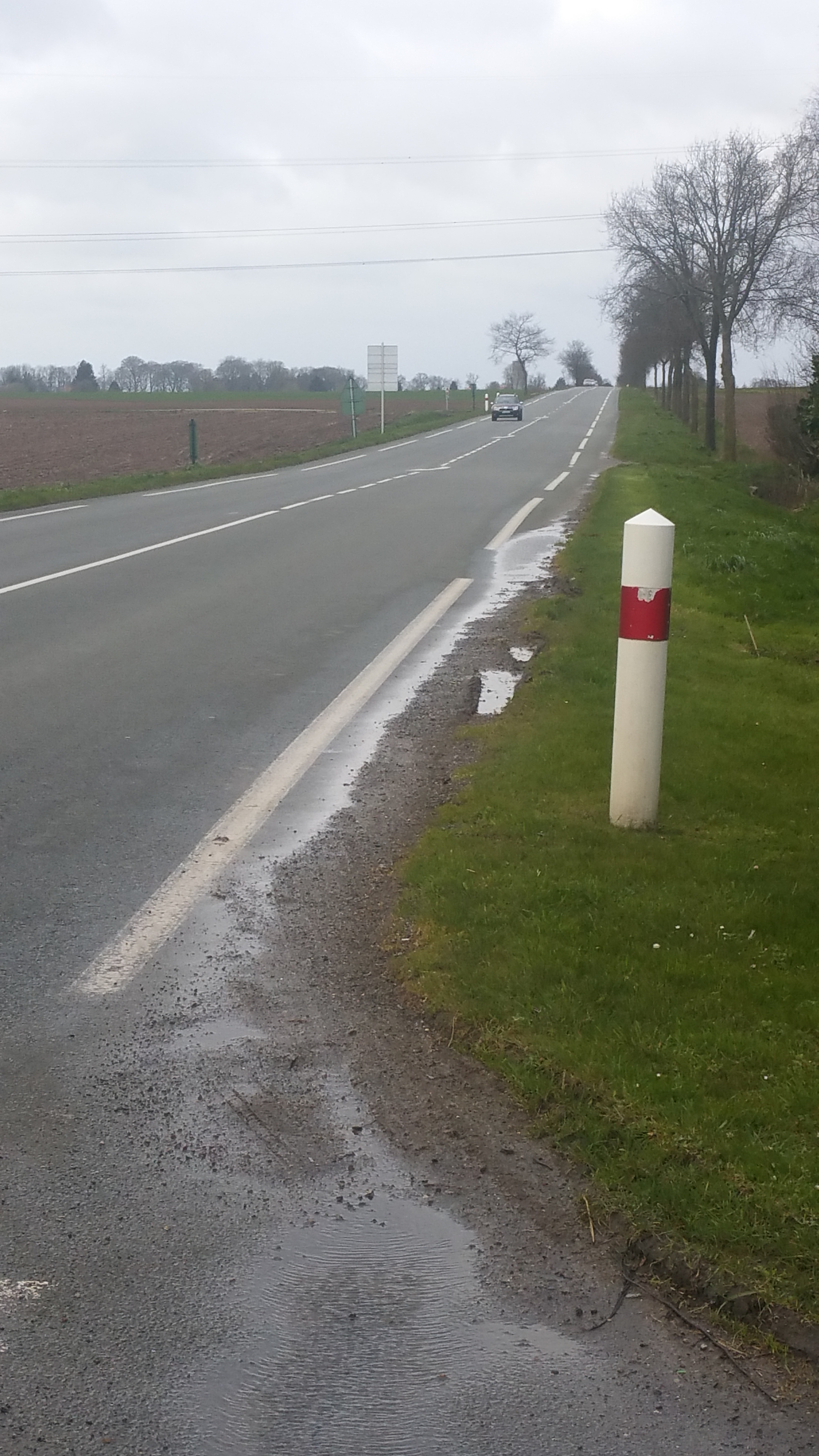
La D941 à Brias (Pas-de-Calais).

- Hesdigneul-lès-Béthune (ex: D 841 et D 941)
- Fouquières-lès-Béthune (ex: D 841 et D 941) (jusqu'à la Z.A. Actipolis)

Puis de nouveau D 941
- Fouquières-lès-Béthune (à partir de la Z.A. Actipolis)
- Béthune (km 31)
- Beuvry
- Cambrin (km 39)
- Auchy-les-Mines

Sous le numéro M 641
- La Bassée (km 44)
- Illies

### D'Hallennes-lez-Haubourdin à Lille

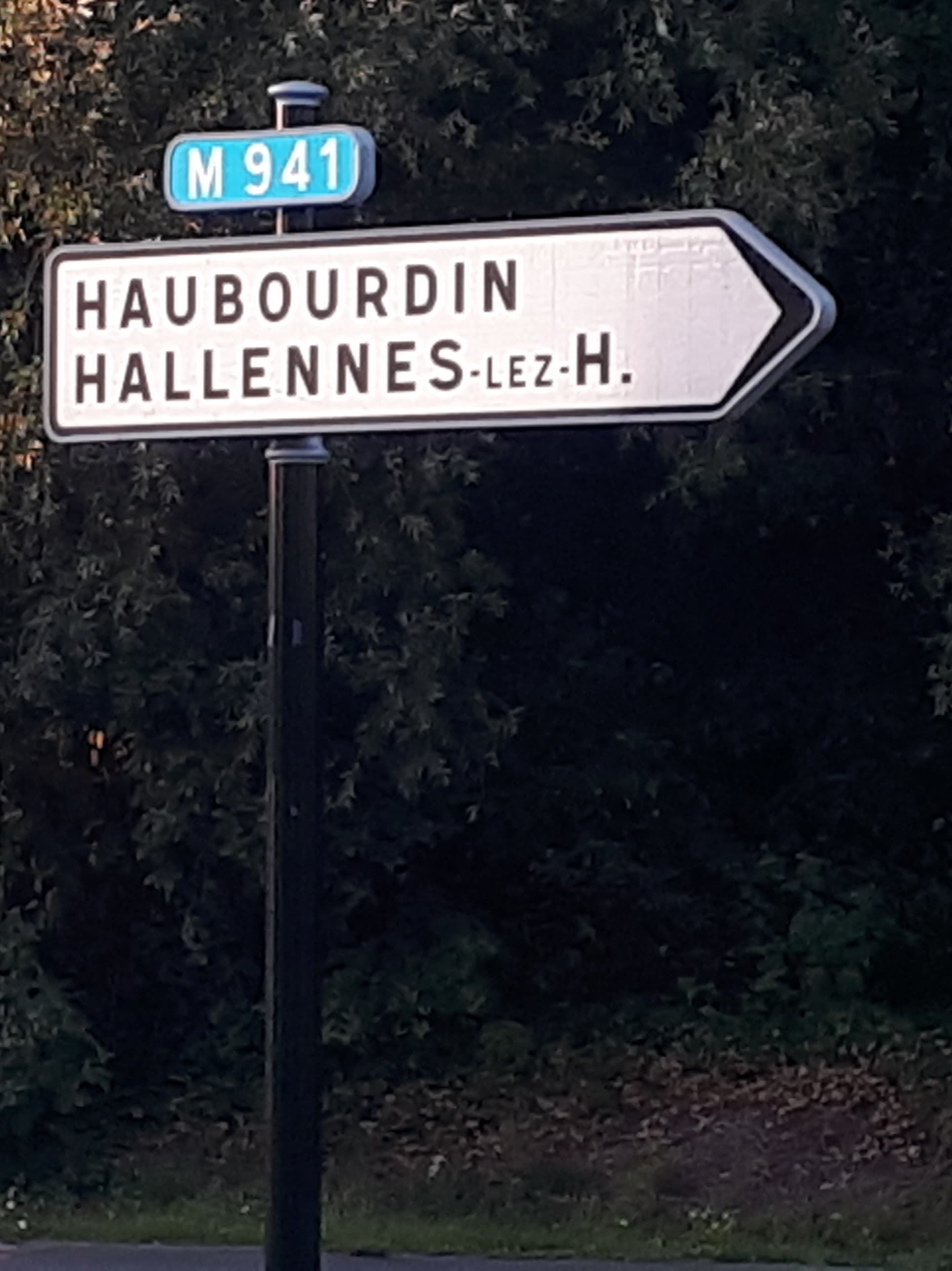
Entrée de la M941 à Hallennes-lez-Haubourdin

C'est l'actuelle M 941 (classée D 941 jusque l'été 2019), elle longe l'autoroute A25. Elle passe par les communes de :
- Hallennes-lez-Haubourdin (à la sortie de la RN 41 "Loos/Haubourdin/Hallennes-lez-H./Santes"[5])
- Haubourdin
- Loos
- Lille (jusqu'au croisement avec la M 750 sur la place Tacq).

### De Lille à la Belgique
C'est l'actuelle D 941 (déclassée, donc), le long de l'autoroute A27. Elle passe par les communes de :
- Lille
- Lezennes
- Villeneuve-d'Ascq
- Chéreng
- Baisieux
- Belgique N 7

## Voie express
- Giratoire avec la RN 47
- Giratoire avec la M 141
- Giratoire avec la M 22
- Giratoire avec la M 41 et la M 7
- Giratoire avec la M 145
- : Beaucamps-Ligny, Fleurbaix, Wavrin
- Station-service (sens Lille - La Bassée)
- : Hallennes-lez-Haubourdin, Haubourdin, Loos, Santes
- : Hallennes-lez-Haubourdin, Haubourdin, Santes, Erquinghem-le-Sec
- Échangeur entre RN 41, A25 et M 652 (échangeur d'Englos)